# Новомиколаївка (Глодоська сільська громада)
Новомикола́ївка — село в Україні, у Глодоській сільській громаді Новоукраїнського району Кіровоградської області. Населення становить 581 осіб. Колишній центр Новомиколаївської сільської ради.

## Населення
Згідно з переписом УРСР 1989 року чисельність наявного населення села становила 696 осіб, з яких 309 чоловіків та 387 жінок.
За переписом населення України 2001 року в селі мешкало 726 осіб.

### Мова
Розподіл населення за рідною мовою за даними перепису 2001 року:
| Мова       | Відсоток |
| ---------- | -------- |
| українська | 95,76 %  |
| молдовська | 2,87 %   |
| російська  | 1,23 %   |
| румунська  | 0,14 %   |

## Відомі люди
Уродженцем села є Герой Радянського Союзу С. Ф. Різниченко (1911—1944).